# Devin Williams (beisbolista)
Devin Terran Williams (San Luis, Misuri, 21 de septiembre de 1994), más conocido como Devin Williams, es un jugador profesional estadounidense de béisbol que se desempeña en la posición de lanzador en New York Yankees, equipo de las Grandes Ligas de Béisbol (MLB). Logró obtener el premio Novato del Año.

## Carrera
Williams jugó como profesional seis temporadas en Milwaukee Brewers (2019-2024), después pasó a New York Yankees.

## Premios
En 2020, fue galardonado con el premio Novato del Año.